# 上總東站
上總東站（日语：／ Kazusa-Azuma eki */?）是位於千葉縣夷隅市佐室339號，夷隅鐵道的夷隅線車站。急行列車停靠此站。

## 歷史
- 1930年4月1日：國鐵木原線車站啟用，為一般車站[1]。
- 1954年（昭和29年）
  - 9月 - 成為無人車站。
  - 9月16日 - 結束貨物業務，成為旅客車站。
- 1987年（昭和62年）4月1日 - 伴隨國鐵分割民營化，車站由東日本旅客鐵道（JR東日本）營運。
- 1988年（昭和63年）3月24日 - 木原線由夷隅鐵道接管，成為夷隅鐵道夷隅線車站。同時設置2號月台，可進行列車交會。

## 車站構造
本站是地面車站，設有2面2線的相對式月台。此站是無人車站。此站設有站內平交道（設有警報機）。站內平交道旁設有男女共用臨時廁所（旱廁）。

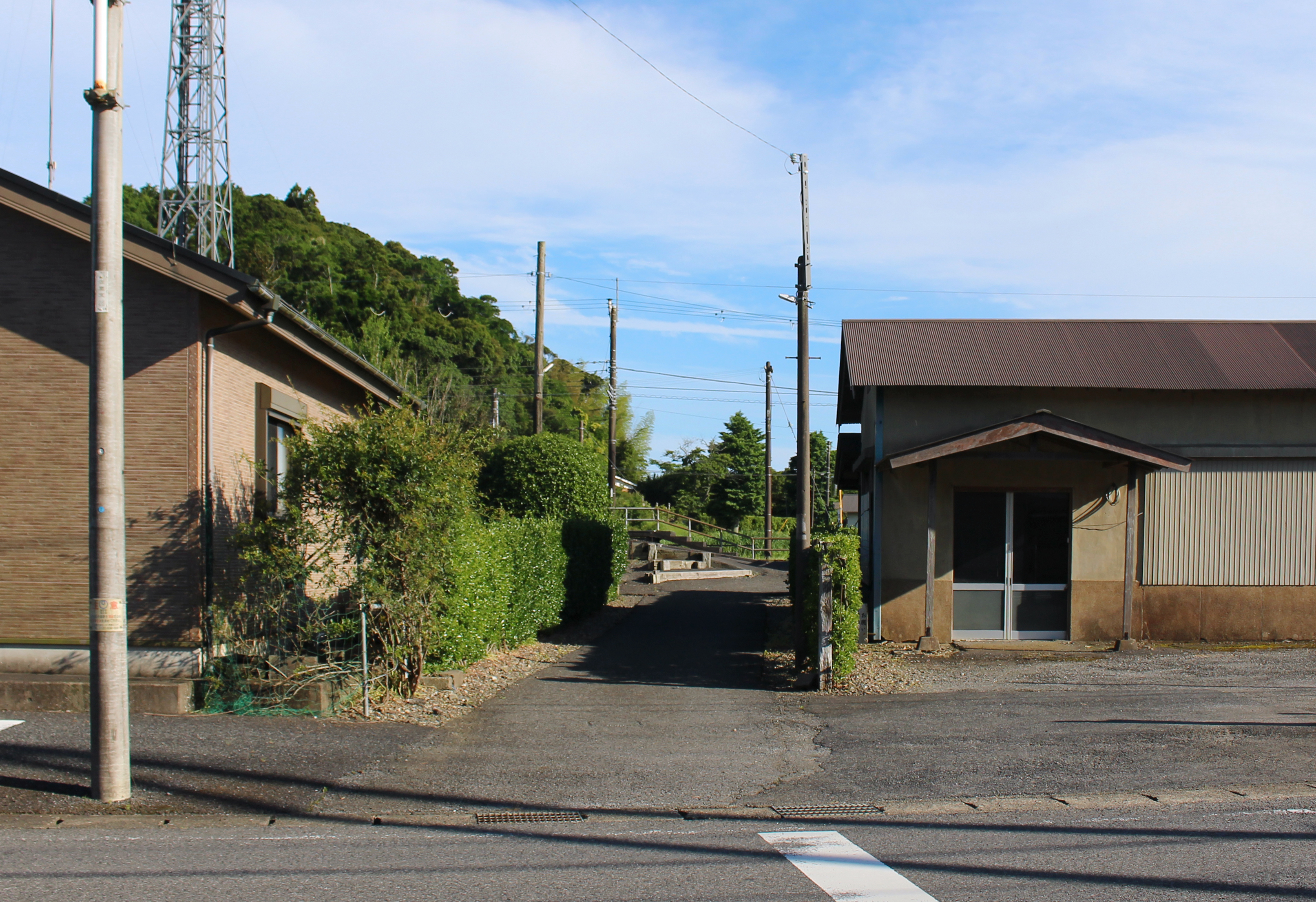
車站出入口（2024年5月）
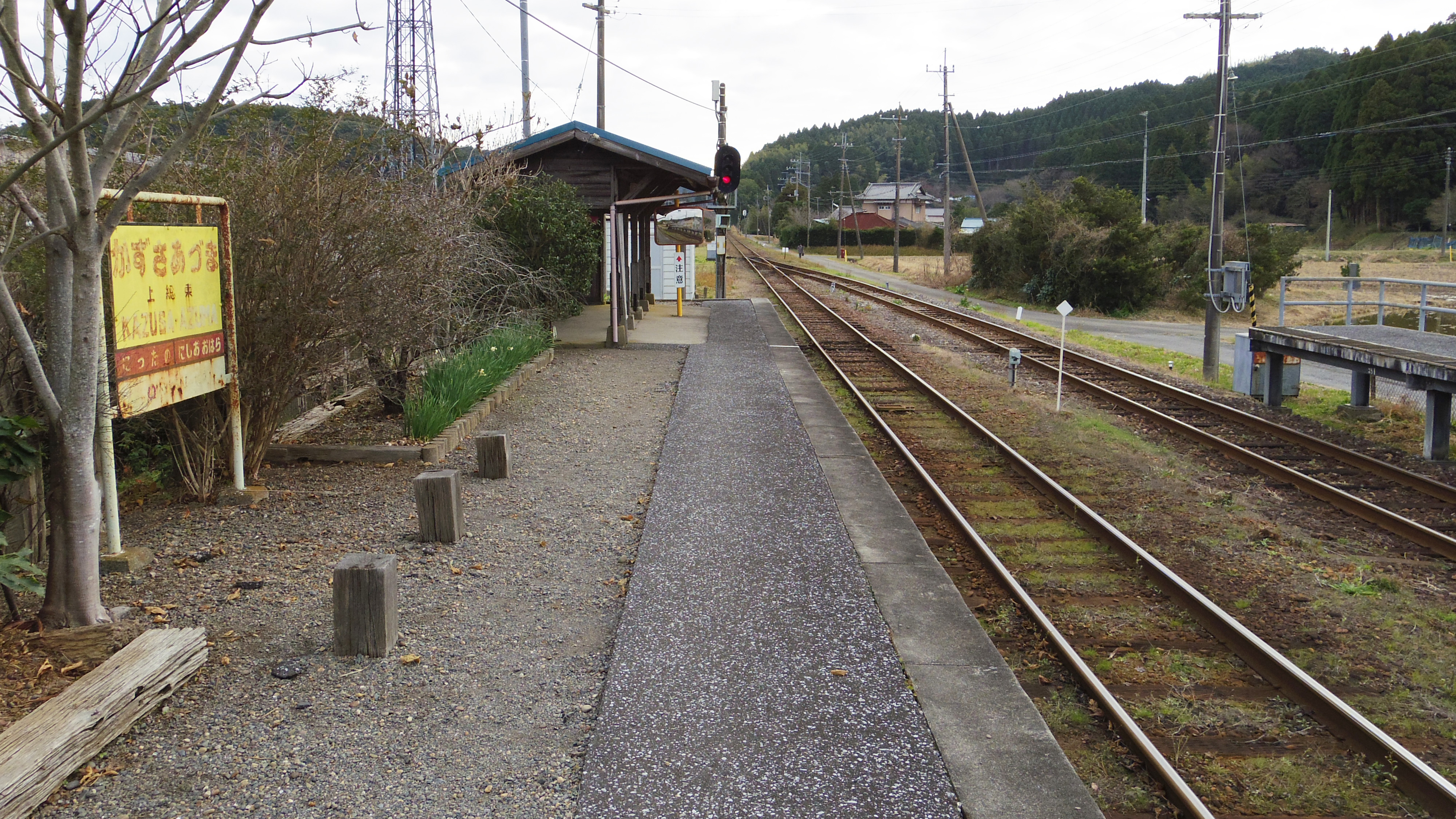
車站月台和站名牌（2015年12月）

## 使用狀況
在2018年度，1日平均乘車人次為30人，以下為近年一日平均乘車人次變化：
| 年度   | 一日平均 乘車人次 |
| ------ | ----------------- |
| 2007年 | 60                |
| 2008年 | 48                |
| 2009年 | 51                |
| 2010年 | 43                |
| 2011年 | 43                |
| 2012年 | 41                |
| 2013年 | 42                |
| 2014年 | 42                |
| 2015年 | 40                |
| 2016年 | 40                |
| 2017年 | 35                |
| 2018年 | 30                |

## 車站周邊
站前位於舊東村中心，設有小規模商店和住宅。
- 國道465號（日语：国道465号）
- 千葉縣道176號夷隅御宿線（日语：千葉県道176号夷隅御宿線）
- 夷隅市長志上區公會堂
- 夷隅市山田四區區民中心
- 山田郵局
- 夷隅市立東小學
- 夷隅農業協同組合（日语：いすみ農業協同組合）東分所
- 源氏螢火蟲之里
- 蜻蜓之沼

## 相鄰車站
夷隅鐵道
■夷隅線
西大原－上總東－新田野

## 注腳
1. ↑  日本《官報》第969號「鐵道省告示第66號」，大藏省印刷局：1930年3月26日，第665頁。
2. ↑  千葉縣統計年鑑（平成20年） （页面存档备份，存于）（日語）
3. ↑  千葉縣統計年鑑（平成21年） （页面存档备份，存于）（日語）
4. ↑  千葉縣統計年鑑（平成22年） （页面存档备份，存于）（日語）
5. ↑  千葉縣統計年鑑（平成23年） （页面存档备份，存于）（日語）
6. ↑  千葉縣統計年鑑（平成24年） （页面存档备份，存于）（日語）
7. ↑  千葉縣統計年鑑（平成25年） （页面存档备份，存于）（日語）
8. ↑  千葉縣統計年鑑（平成26年） （页面存档备份，存于）（日語）
9. ↑  千葉縣統計年鑑（平成27年） （页面存档备份，存于）（日語）
10. ↑  千葉縣統計年鑑（平成28年） （页面存档备份，存于）（日語）
11. ↑  千葉縣統計年鑑（平成29年） （页面存档备份，存于）（日語）
12. ↑  千葉縣統計年鑑（平成30年） （页面存档备份，存于）（日語）
13. ↑  千葉縣統計年鑑（令和元年） （页面存档备份，存于）（日語）

## 外部連結
- 上總東站（夷隅鐵道） （页面存档备份，存于） （日語）